# Долинне (Казахстан)
Доли́нне (каз. Долинное) — село у складі Теректинського району Західноказахстанської області Казахстану. Адміністративний центр Долинського сільського округу.
Населення — 900 осіб (2021; 935 у 2009, 999 у 1999, 1093 у 1989).